# Marc Robitaille
Pour les articles homonymes, voir Robitaille.
Marc Robitaille est un écrivain et scénariste québécois né à Sainte-Foy.

## Biographie
Outre ses ouvrages littéraires, Marc Robitaille écrit pour le cinéma, la télévision et la radio.
Plusieurs de ses livres puisent leur inspiration dans sa passion du baseball et du hockey. Ce dernier sujet est au centre de son premier livre, Des histoires d'hiver avec des rues, des écoles et du hockey, paru en 1987. Il dirige le collectif d'auteurs qui écrit Une enfance bleu-blanc-rouge, un ouvrage sur les Canadiens de Montréal paru en 2000 et enchaîne avec un livre sur le baseball, Une vue du champ gauche en 2003. Son deuxième roman, Un été sans point ni coup sûr, paraît aux Éditions Les 400 coups en 2004. Il scénarise l'adaptation cinématographique de Francis Leclerc en 2008 sous le même titre. Robitaille apparaît brièvement à l'écran comme figurant dans le film. 
Il écrit dans les années 1990 une centaine de sketchs de la comédie télévisée Un gars, une fille.
En 2009 paraît Il était une fois les Expos, Tome 1 : Les années 1969-1984, la première partie de l'histoire des Expos de Montréal rédigée en collaboration avec le descripteur de longue date de cette équipe de la Ligue majeure de baseball, Jacques Doucet. En 2011 paraît Il était une fois les Expos, Tome 2 : Les années 1985-2004, la deuxième partie de l'histoire des Expos de Montréal également rédigée en collaboration avec Jacques Doucet...